# Относительная биологическая эффективность ионизирующих излучений
Относительная биологическая эффективность (ОБЭ / RBE) ионизирующих излучений - показатель, необходимый для количественной оценки качества излучения.

## Методы оценки ОБЭ
ОБЭ оценивают сравнением дозы излучения, вызывающей определённый биологический эффект, с дозой стандартного излучения, обуславливающий тот же эффект. Ранее в качестве стандартного принималось рентгеновское излучение, генерируемое при напряжении на трубке в 180-250 кВ. Значение (величину, коэффициент) ОБЭ вычисляют по формуле: 
ОБЭ = Dr/Dx,
где Dr - доза рентгеновского излучения, Гр; Dx - доза изучаемого излучения, Гр; при этом эффект сравнивают по одному и тому же показателю. Сейчас принимается, что в качестве стандартного можно использовать гамма-излучение, которое широко применяется  при лучевой терапии опухолей и для которого соответственно известны количественные данные о связи с дозой самых разных эффектов поражения.

## Связь ОБЭ сЛПЭ
В первом приближении  можно считать, что при тщательном соблюдении экспериментальных условий  ОБЭ зависит только от ЛПЭ.
Поэтому,например, протоны и альфа-частицы, ускоренные до высоких энергий (200 МэВ и более), имеют приблизительно такую же эффективность, как и рентгеновское излучение, генерируемое при энергии 200 кВ, так как они характеризуются близкими значениями ЛПЭ. Те же виды излучения, но с меньшими энергиями и соответственно с большей ЛПЭ, обладают и большей ОБЭ.

### Эффект избыточного поражения ("перепоражения", overkill)
С ростом ЛПЭ повышается поражаемость клеток и снижается их способность к восстановлению. Соотношение ОБЭ и ЛПЭ имеет максимум. Ощутимый рост ОБЭ начинается С ЛПЭ, равной 10 кэВ/мкм, достигает максимального значения при ЛПЭ - 100 кэВ/мкм; с последующим увеличением ЛПЭ круто падает. Причина этого явления состоит в том, что гибель клетки происходит после поглощения достаточного количества энергии в некотором критическом объеме. Естественно, что с ростом ЛПЭ такая вероятность увеличивается. Но после некоторых величин ЛПЭ наступает насыщение, и каждая последующая частица теряет энергию уже в убитой клетке; следовательно эффективность падает, так как энергия расходуется вхолостую. 
После оптимального значения ЛПЭ, когда наблюдается максимум поражённых единиц  на единицу дозы (то есть разменивается ровно столько энергии, сколько нужно для поражения всех мишеней), наступает эффект  избыточного поражения ("перепоражения", overkill).